# والاشسکا پولانکا
والاشسکا پولانکا (به چکی: Valašská Polanka) یک منطقهٔ مسکونی در جمهوری چک است که در شهرستان وستین واقع شده‌است.
 والاشسکا پولانکا ۱۲٫۳۶ کیلومتر مربع مساحت و ۱٬۳۲۸ نفر جمعیت دارد و ۳۸۸ متر بالاتر از سطح دریا واقع شده‌است.